# Marathon Zeeuws-Vlaanderen
De Marathon van Zeeuws-Vlaanderen is een marathon die wordt gehouden in de Nederlandse streek Zeeuws-Vlaanderen in de provincie Zeeland. De wedstrijd wordt in het voorjaar gelopen en de eerste editie vond plaats in 2009. 
De Marathon van Zeeuws-Vlaanderen is een natuurmarathon. Ongeveer een derde van het parkoers is onverhard en voert door afwisselende natuurgebieden. De start is in de vestingstad Hulst en de finish in Terneuzen. Naast de marathon worden er op de wedstrijddag ook afwachtingslopen en kidsruns georganiseerd.

## Statistiek

### Parcoursrecords
- Mannen: 2:24.48 – Maarten van Zetten  Nederland (2022)
- Vrouwen: 2:57.46 – Hinke Schokker  Nederland (2019)

### Winnaars
| Editie | Datum         | Snelste man                              | Land      | Tijd    | Snelste vrouw         | Land      | Tijd    | Deelnemers            |
| ------ | ------------- | ---------------------------------------- | --------- | ------- | --------------------- | --------- | ------- | --------------------- |
| 1      | 16 mei 2009   | Alwin Vermeulen                          | Nederland | 2:44.21 | Karin Bakker          | België    | 3:17.30 | 711 (alle afstanden)  |
| 2      | 17 april 2010 | Sébastien Schletterer                    | Nederland | 2:27.40 | Leonie Ton            | Nederland | 3:16.58 | 875 (alle afstanden)  |
| 3      | 16 april 2011 | Remy Vasseur                             | Nederland | 2:37.49 | Saskia Goole          | Nederland | 3:26.47 | 1146 (alle afstanden) |
| 4      | 12 mei 2012   | Sjaak Luteijn                            | Nederland | 2:48.09 | Elisa Rijk            | Nederland | 3:22.29 |                       |
| 5      | 20 april 2013 | Sebastien Schletter                      | Nederland | 2:35.27 | Ingrid IJsebaert      | Nederland | 3:19.27 |                       |
| 6      | 19 april 2014 | Sebastien Schletter                      | Nederland | 2:25.14 | Ilonka van den Hengel | Nederland | 3:04.35 |                       |
| 7      | 18 april 2015 | Erwin Harmes                             | Nederland | 2:31.53 | Ines van Rinsum       | Nederland | 3:24.39 |                       |
| 8      | 16 april 2016 | Erwin Harmes                             | Nederland | 2:32.17 | Elsemieke de Vos      | Nederland | 3:06.37 |                       |
| 9      | 15 april 2017 | Michel Verhaeghe                         | Frankrijk | 2:30.51 | Anjolie Engels-Wisse  | Nederland | 3:00.47 |                       |
| 10     | 21 april 2018 | Erwin Harmes                             | Nederland | 2:32.28 | Monica Sanderse       | Nederland | 3:14.12 |                       |
| 11     | 13 april 2019 | Maarten van Zetten                       | Nederland | 2:28.07 | Hinke Schokker        | Nederland | 2:57.46 |                       |
| 12     | 23 april 2022 | Maarten van Zetten                       | Nederland | 2:24:48 | Nienke Kluft          | Nederland | 3:08:27 |                       |
| 13     | 15 april 2023 | Leendert van der Lugt                    | Nederland | 2:28:23 | Leonie Ton            | Nederland | 3:05:06 |                       |
| 14     | 20 april 2024 | Leendert van der Lugt Maarten van Zetten | Nederland | 2:27:07 | Ada Geuze             | Nederland | 3:08:00 |                       |
| 15     | 12 april 2025 | Dennis de Freytas                        | Nederland | 2:31:19 | Monique Verschuure    | Nederland | 3:10:01 |                       |